# Le Mesnil-Vigot
Le Mesnil-Vigot era una comuna francesa situada en el departamento de Mancha, de la región de Normandía, que el 1 de enero de 2017 pasó a ser una comuna delegada de la comuna nueva de Remilly-les-Marais al fusionarse con las comunas de Les Champs-de-Losque y Remilly-sur-Lozon.

## Demografía
| Gráfica de evolución demográfica de Le Mesnil-Vigot entre 1800 y 2014 |
|                                                                       |

Los datos demográficos contemplados en este gráfico de la comuna de Le Mesnil-Vigot se han cogido de 1800 a 1999 de la página francesa EHESS/Cassini, y los demás datos de la página del INSEE.